# Partido Daireaux
Daireaux ist der Name eines Verwaltungsgebiets (Partido) der argentinischen Provinz Buenos Aires. Hauptort ist der gleichnamige Ort Daireaux mit zirka 11.000 Einwohnern. Die Entfernung zwischen Daireaux und der Hauptstadt Buenos Aires beträgt 410 Kilometer. Intendente ist Esteban Jorge Hernando von der Unión Cívica Radical.
Neben dem Hauptort Daireaux umfasst das Partido auch die Ortschaften Arboledas, Louge, La Copeta, La Larga, La Manuela, Luro, Andant, Mouras, Salazar, Freyre und Enrique Lavalle.
Daireaux grenzt an die Partidos Bolívar, Coronel Suárez, Hipólito Yrigoyen, Trenque Lauquen, Guaminí, General La Madrid, Olavarría und Pehuajó.